# Cot Tufah
Cot Tufah is een bestuurslaag in het regentschap Aceh Utara van de provincie Atjeh, Indonesië. Cot Tufah telt 257 inwoners (volkstelling 2010).